# Goświnowice
Goświnowice est une localité polonaise de la voïvodie d'Opole et du powiat de Nysa.

## Nom
En août 1939, le nom de la ville a été changé en Großgiesmannsdorf.

## Histoire
De 1816 à 1945, Gießmannsdorf fait partie de l'arrondissement de Neisse (de) dans le district d'Oppeln au sein de la province de Silésie.